# Asuna (Sword Art Online)
Asuna Yuuki (結城 明日奈 Yūki Asuna) là nhân vật hư cấu và là nữ chính trong loạt light novel và anime Sword Art Online. Cô thường được biết đến với tên Asuna (ア ス ナ Asuna), tên người chơi của cô.

## Ý tưởng sáng tạo
Trong một cuộc phỏng vấn với người sáng tác loạt phim Sword Art Online, Kawahara Reki, tác giả cho biết các nhân vật nữ trong Sword Art Online không dựa trên bất cứ ai mà ông biết, ông nói rằng "Tôi không tạo ra một nhân vật, bối cảnh, hoặc bất cứ điều gì mà tôi biết. Tôi không biết chính xác, nhưng bằng cách nào đó, ý tưởng tuyệt vời của tôi hoặc một số cảm xúc ẩn giấu đã tạo ra các nhân vật.

## Tiểu sử
Sáu tháng sau khi game bắt đầu, cô yêu Kirito và họ kết hôn trong game. Đến phần kết của SAO, cô hy sinh mình để cứu Kirito khỏi đòn kết liễu của Heathcliff. Thế nhưng, cô chỉ chết trong game và nhanh chóng gặp lại Kirito sau khi cậu bị Heathcliff đánh bại và chết.
Dù SAO đã kết thúc, Asuna vẫn không tỉnh dậy mà thay vào đó lại bị giam cầm trong một VRMMORPG khác có tên gọi Alfheim Online (ALO). Cô bị bắt phải vào vai Tinh linh hậu Titania, cùng với Sugou Nobuyuki - gã đã bắt nhốt cô là một nhân viên được đánh giá cao trong công ty của cha cô và cũng là người cô ghét nhất - đóng vai Tinh linh vương Oberon. Điều này là để Sugou Nobuyuki có thể cưới cô ở thế giới thực, trong khi cô vẫn còn hôn mê, và rồi chiếm đoạt lấy RECTO Progress. Cô liên tục tìm cách thoát ra khỏi Cây Thế giới - nơi cô đang bị giam, và rồi lấy trộm được một thẻ GM. Sau đó cô ném nó xuống bên dưới khi nghe thấy giọng của Yui. Sau khi được giải thoát, cô tạo hai avatar tại ALfleim - Asuna (người chữa thương trong đội), Erika (avatar dạng chiến đấu) và sống cùng Kirito ở căn nhà gỗ tầng 22, tân Aincrad.
Ở thế giới thực, Asuna sống một cuộc đời rất căng thẳng và liên tục bị bắt ép phải đáp ứng mong muốn của cha mẹ cô. Trước sự cố SAO, cô mù quáng sống theo đòi hỏi của cha mẹ mình. Tuy nhiên, sau khi sinh sống trong SAO và gặp gỡ Kirito, cô dần có được cách nhìn riêng và nhìn về quá khứ của mình với vẻ chán ghét. Sau đó cô trở thành bạn gái của Kirito, mơ ước sẽ cưới cậu ở thế giới thực và có một gia đình hạnh phúc.

## Vũ khí
| Thế giới | Vũ khí                                |
| -------- | ------------------------------------- |
| SAO      | Thanh kiếm Rapier                     |
| GGO      | Súng ngắn                             |
| UW       | Thanh kiếm GM thuộc Siêu tài khoản 01 |

## Giải thưởng
| Giải thưởng                | Đạt giải                       | T.k    |
| -------------------------- | ------------------------------ | ------ |
| Light novel của năm (2011) | Nhân vật nữ xuất sắc (thứ sáu) | [ 3 ]  |
| Light novel của năm (2012) | Nhân vật nữ xuất sắc (thứ hai) | [ 4 ]  |
| Light novel của năm (2013) | Nhân vật nữ xuất sắc (thứ hai) | [ 5 ]  |
| Light novel của năm (2014) | Nhân vật nữ xuất sắc (thứ ba)  | [ 6 ]  |
| Light novel của năm (2015  | Nhân vật nữ xuất sắc (thứ tư)  | [ 7 ]  |
| Light novel của năm (2016) | Nhân vật nữ xuất sắc (thứ tư)  | [ 8 ]  |
| Light novel của năm (2017) | Nhân vật nữ xuất sắc (thứ tư)  | [ 9 ]  |
| Light novel của năm (2018) | Nhân vật nữ xuất sắc (thứ ba)  | [ 10 ] |
| Light novel của năm (2019) | Nhân vật nữ xuất sắc (thứ ba)  | [ 11 ] |